# 人體器官交易
- 器官交易合法
- 器官交易非法
- 器官交易曾經合法

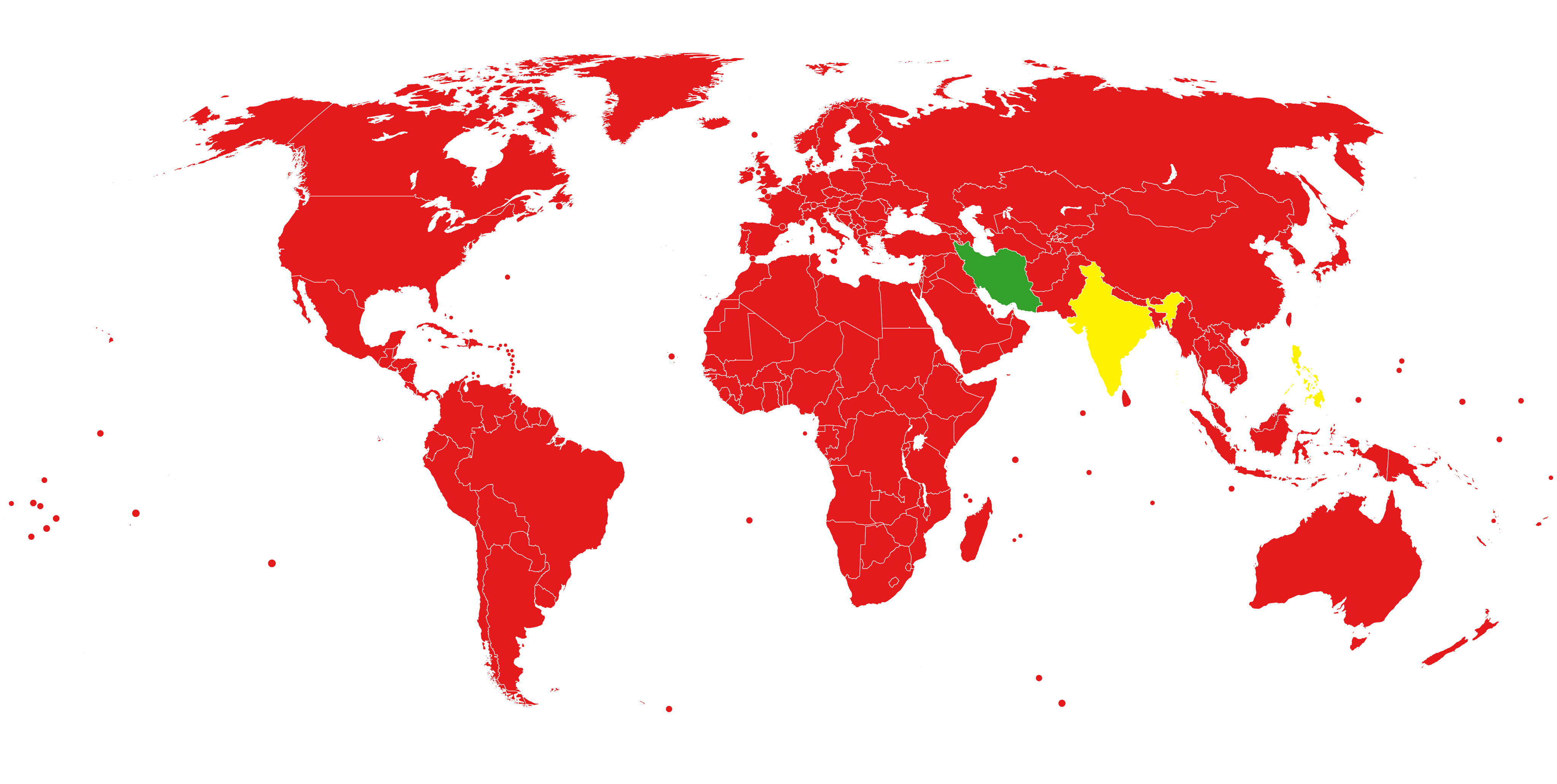

人體器官交易（英語：Organ trade）又稱人体器官贩卖或器官买卖、器官貿易，是指人体器官、组织或其他人體身體部位的贸易活動，這些器官交易後通常用于器官移植。根据世界卫生组织（WHO）的定義，器官貿易是指以牟利為目的的商業活動，通常發生在國家醫療體系之外的移植。全球對於器官移植的需求超過了現有的能用於移植的器官數量。
截至2020年1月，美國有超過100,000名候選人等待器官移植。在2003年至2014年間，在美國等待心臟和肝臟移植的平均時間約為148天。
目前，除伊朗外，所有國家都將人類器官交易視為非法。近期對於商業器官交易的禁令（如1994年的印度和2008年的菲律賓）提高了移植的可用性和手術的安全性。儘管有這些禁令，器官走私和移植旅遊依然存在（然而，關於器官黑市交易的數據很難獲得）。是否將器官交易合法化、規範器官交易、打擊非法走私器官以解決全球器官嚴重的短缺的問題備受爭議。這場爭議通常圍繞著活體捐贈者出售腎臟的問題，因為人類天生就有兩顆腎臟，但只需要一顆就能存活。

## 歷史
有關器官交易現象的首次科學報告可追溯至1990年《柳葉刀》(The Lancet）上的一篇文章。該研究追蹤了131名來自阿聯酋和阿曼的患者，他們在孟買接受了腎臟移植，並報告經歷了多次手術後的問題。
在其有關歐洲器官走私的報告中，歐洲理事會社會、衛生和家庭事務委員會（英語：the Social, Health and Family Affairs Committee of the Council of Europe）寫道：
在全球範圍內，器官走私並不是一個新問題。早在1980年代，專家們就開始注意到一種後來被稱為「移植旅遊」的做法：富有的亞洲人前往印度和東南亞的其他地區，從貧困捐贈者那裡獲取器官。此後，移植旅遊的其他目的地相繼出現，例如巴西和菲律賓。根據一些指控，中國涉及了從被處決的囚犯身上取出器官的貿易。儘管印度出台了新法律，將這種做法在大多數地區定為非法，但器官銷售在印度依然存在。儘管目前的估計表明，非法器官交易在歐洲仍然相對較為有限，但這一問題的嚴重性並未減弱，因為隨著醫療技術發展，供需之間的差距很可能繼續擴大。

## 合法
伊朗是全球唯一允許用金錢交易器官的國家。由於1980年代初期缺乏完善的器官移植系統基礎設施，伊朗於1988年將活體非親屬腎臟捐贈（LNRD）合法化。「腎臟病患者支援慈善協會（CASKP，英語：|）」與「特殊疾病慈善基金會（CFSD）」負責在伊朗政府支持下管理器官買賣。這些非營利組織負責媒合捐贈者與接受者，並安排相容性檢測。捐贈者會從政府獲得稅務減免、免費健康保險，並通常從接受者處獲得直接支付，平均報酬約為1,200美元。有些捐贈者也會獲得工作機會。若接受者無法負擔器官費用，慈善機構會提供援助。
伊朗對商業器官交易設有一些限制，以防止「移植旅遊」：其市場僅限國內，外國人不得購買伊朗公民的器官，器官也僅能在相同國籍的人之間移植，例如伊朗人不得從來自其他國家的難民購買腎臟。
器官交易合法化的支持者讚揚伊朗模式是有效且安全的典範，且其活體非親屬捐贈制度（LNRD）符合當地社會氛圍。由於宗教文化影響，器官捐贈在伊朗常被視為禁忌，抑制了捐贈風氣。2017年，在8,000起腦死案例中，有4,000具器官可用，但最終僅808例被移植，主要因缺乏家屬同意。
然而，批評者指出伊朗制度在某些方面具有強迫性，因為超過70%的捐贈者來自貧困家庭。 此外，政府未對捐贈者捐器官後的短期或長期健康狀況進行後續追蹤。有研究顯示，伊朗的捐贈者在健康與情緒方面常出現負面後果。2023年，部分地區的報告指出，伊朗在貧困的鄉村地區已開始接受以物易物的方式交易器官，例如以山羊作為器官費用。

### 器官價格
在伊朗的合法市場中，一顆腎臟的價格約介於28,000至45,000美元之間。然而在黑市上，同樣的腎臟可售逾10萬美元，但大部分利潤被中間人抽走。黑市上支付給捐贈者的報酬通常為5,000美元，有些甚至只拿到1,000美元。此外，這類黑市移植對捐贈者與接受者都相當危險，有些人甚至感染了B型肝炎或愛滋病毒（HIV）。

### 政府對捐贈者的補助
澳洲與新加坡近期已合法化對活體器官捐贈者的金錢補償。支持者強調，這些措施並非用金錢購買器官，而是補償捐贈過程中產生的費用。例如，澳洲的捐贈者可享有九週的有薪假，薪資以全國最低工資為標準。兩國的腎臟疾病倡議團體皆支持此舉。
雖然美國聯邦法律禁止買賣器官，但允許州政府補償捐贈者與捐贈有關的交通、醫療等其他雜費。2004年，威斯康辛州便依據此法律提供稅務減免，以補貼活體捐贈者的費用。

### 腎臟配對捐贈
除了伊朗外，全球大多數國家皆禁止器官交易，但多數允許所謂的「配對捐贈」或「腎臟交換」。配對捐贈可以解決器官移植中的組織相容性問題。例如，甲欲捐腎給其配偶，但因抗體不合無法捐贈；然而，甲的腎臟與陌生人乙的配偶相容，而乙的腎臟則適合甲的配偶。於是甲捐腎給乙的配偶，乙則捐給甲的配偶，形成了一種互換協議。
配對捐贈可以說是一種器官交易的形式——一個人用自己的腎臟支付，而不是用現金為親人購買腎臟。實際上，美國最初推行配對捐贈時受到了《全國器官移植法》的條文限制，該法禁止以「有價報酬」進行器官轉讓。直到該法修訂，明確允許腎臟配對捐贈之後，這種做法才逐漸普及開來。

## 非法
根據世界衛生組織（WHO）的定義，非法器官交易是指為了商業交易目的而從人體內取出器官的行為。儘管許多國家的法律明文禁止器官銷售，但這種行為仍持續存在。有研究估計，全球移植器官中有約5%到42%是非法購得的。
根據「全球金融誠信組織」（英語：Global Financial Integrity）的報告，非法器官買賣每年產生介於6億至12億美元之間的利潤，跨足多個國家，這些國家包括但不限於：
- 安哥拉
- 巴西[31][32][33]
- 加拿大[34]
- 中國[35][10][36]
- 哥倫比亞[37][38]
- 哥斯大黎加[14]
- 埃及[15]
- 喬治亞
- 海地[39]
- 以色列[17][18][19]
- 利比亞[40]
- 墨西哥[41]
- 秘魯[31]
- 菲律賓[42][43]
- 俄羅斯
- 南非[31][33]
- 英國
- 美國[33]

儘管缺乏確切證據與可靠數據，使得追查器官販運困難，但已有部分非法器官交易案例遭到起訴與審判。遭起訴的對象包括幫派、醫院、第三方仲介、腎臟專科醫師，以及試圖販售自身器官的個人。 貧窮、貪腐及法規執行力不足，是推動非法器官買賣盛行的主要因素，同時也使得各國難以精準掌握市場規模與相關統計數據。

### 移植旅遊
器官共享聯合網絡將「移植旅遊」定義為：「為了獲得器官，到國外接受器官移植，並規避涉及國家法律、規則或程序的行為」。該術語用來描述驅動非法器官交易的商業行為，但並非所有器官醫療旅遊都是非法的。例如，在某些情況下，器官的捐贈者與接受者會一同前往具備合規醫療設施的國家進行合法手術；另一些案例則是接受者赴國外與其親屬進行合法的器官移植 。
移植旅遊引發的問題之一是健康器官的單向流動，導致提供器官的地區資源枯竭。這種資源轉移多依固定模式進行：從南向北、從開發中國家至已開發國家、從女性到男性、從有色人種到白人。 例如，2007 年在巴基斯坦購得的腎臟達 2,500 顆，其中三分之二由外國人購買。同年，加拿大與英國的專家估計，約有 30 至 50 名器官接受者非法於國外購買器官。
腎臟是移植旅遊中最常被尋求的器官，價格約從1,300美元到15萬美元不等。據估計，75%的非法器官交易涉及腎臟。肝臟的非法交易也相當普遍，價格介於4,000至157,000美元。雖然肝臟具有再生能力，因此捐贈並非致命，但由於術後恢復期極為痛苦，使得捐贈率遠低於腎臟。
其他常見的高價人體部位包括：
- 角膜：約 24,400 美元
- 未受精卵：約 12,400 美元
- 血液：每單位約 25 至 337 美元
- 皮膚：每平方英吋約 10 美元
- 骨骼／韌帶：每件約 5,465 美元[2]

儘管對心臟與肺等重要器官的需求與價格都極高，但這些器官的非法交易與移植旅遊極為罕見，因為其手術難度高且需高度專業的醫療設施。

### 國際反應
國際社會已針對器官交易發布多項聲明與公約，例如：
- 世界醫學協會於1985年譴責商業器官交易
- 歐洲理事會1997年《人權與生物醫學公約》與2002年補充條款《關於人體器官與組織移植》
- 《伊斯坦堡宣言》——定義了器官商業化、器官販運與移植旅遊等概念[51][34]

《伊斯坦堡宣言》譴責這些行為，因為它們違反了公平、正義與人類尊嚴。該宣言旨在促進國際間器官捐贈與移植的倫理實踐。雖然宣言不具法律約束力，但已獲超過100個移植機構支持。包括中國、以色列、菲律賓與巴基斯坦等國家在宣言發布後，強化了禁止非法器官交易的相關法律。

#### 世界衛生組織
世界衛生組織（WHO）在譴責非法器官交易方面亦扮演關鍵角色。1987年，世界衛生組織首次宣布器官交易為非法，認為此行為違反《世界人權宣言》。世界衛生組織也指出，器官買賣「極可能利用最貧困與最弱勢群體，破壞無私捐贈機制，並導致牟利與人口販運問題」。
1991 年，第44屆世界衛生大會通過了9項器官移植指導原則，明確規定器官不得進行金錢交易。2004年5月22日，該指導方針在第57屆世界衛生大會上略微修訂。這些原則供全球各國政府參考。
雖然這些國際倡議在建立醫療專業規範與法律框架上發揮了重要作用，但它們缺乏實際的法律強制力。

### 特定國家的非法器官貿易

#### 中國
自1980年代末以來，中國的移植器官主要依靠來自被處決的死刑犯。這一穩定的器官來源，使中國成為全球器官移植數量第二高的國家，僅次於美國。有證據顯示，中华人民共和国政府試圖透過保密協議與法律（如《使用死刑犯屍體或其器官的臨時規定》英語：）來隱瞞器官摘取的實際規模。 批評者更指出，器官並非根據醫療需求分配，而是透過腐敗的系統分配，或直接賣給富有的中國高官或外國買家。有消息來源估計，2006年中國至少處決了4,000名囚犯，以供應約8,000顆腎臟和3,000顆肝臟給外國買家。中國也曾被指控使用來自活體法輪功學員的器官以發展其移植產業。由大衛·喬高與大衛·麥塔斯撰寫的《喬高-麥塔斯調查報告》(Kilgour–Matas report)認為中华人民共和国政府確實施此行為；然而該報告的研究方法受到中西方多方批評。
2000年代以來，中國面臨來自國內外要求終止死囚器官移植的壓力。其後中國進行了一系列改革，包括建立志願非監禁捐獻者的資料庫；目前移植的大多數器官被認為來自這些生前或死後的自願捐獻者。中國也對器官提取程序進行標準化，規範哪些醫院可進行手術，並建立「腦死」的法律定義。2007年，中國禁止外國移植患者，並正式禁止器官買賣及未經同意摘取他人器官的行為。然而，中國的少數族群如維吾爾族、西藏人、穆斯林與基督徒成為「摘取器官」的目標，其中法輪功學員為主要受害者。
許多非營利組織與國際法學者對中國是否真正對器官移植進行改革持懷疑態度。特別是，儘管來自從囚犯身體摘取的器官數量大幅減少，但中國並未禁止從「自願捐獻器官」的死囚身上摘取器官。仍有報導指出，監獄官員會建議死囚「自願」在死後捐獻器官，若拒絕則可能遭受更差待遇。
2024年8月，《外交家》雜誌報導對法輪功學員程佩明的訪問——他是第一位公開揭露中國強摘器官的倖存者。他回憶自己在中國監禁期間多次被抽血，並在一次手術中被強行摘取器官；後來在美國體檢時發現自己有部分肝臟與肺部被切除。

#### 印度
1994年前，印度並無禁止器官買賣的相關法律。器官價格低廉與來源充足吸引了來自全球各地的買家，使印度成為世界上最大的腎臟移植中心之一。然而，許多問題也隨之浮現。捐贈者經常收到遠低於承諾金額的報酬，甚至有些人在接受其他醫療手術時，他們的腎臟在未經同意的情況下被偷偷摘除。
1994年，印度政府為了禁止器官的商業交易，通過了《人體器官移植法》（THOA），同時推廣遺體捐贈。該法主要透過限制誰可以捐贈器官來防止非法交易。根據《人體器官移植法》，只有親屬、配偶或與受捐者有「情感連結」的人才可以捐腎。然而，實際上人們會規避該法，例如編造「情感」關係，或讓與受贈者毫無關係、甚至與非印度國籍的捐贈者假裝是熟人。有時甚至會讓捐贈者與受贈者結婚，以規避法律限制。也有報導稱，捐贈者與接受者結婚，以規避THOA的禁令。

#### 菲律賓
在菲律賓，雖然器官銷售在法律上並不合法，但在2008年以前，菲律賓政府對該行為抱持容忍態度，甚至公開支持。菲律賓政府旗下的菲律賓新聞局曾推廣「一站式」（英語：all-inclusive）的腎臟移植方案，售價約為25,000美元，而實際上捐贈者往往只收到價值約2,000美元。當時，菲律賓是熱門的移植旅遊目的地。一位高層官員估計，在2008年前，每年約有800顆腎臟在當地被販售，且2005年世界衛生組織更將其列為全球前五大移植旅遊熱點之一。
2008年3月，菲律賓政府通過新法，嚴格執行禁止器官銷售的規定。通過後，移植手術數量明顯下降，從2007年的1,046例減至2010年的511例。此後，政府對移植旅遊的態度轉為積極抵制。

#### 美國
2021年9月21日，92位美國共和黨參議員與眾議員致函多個聯邦機構，要求調查用於研究目的的器官摘取。信中表示：「我們對國家衛生院（NIH）取得的公共紀錄感到震驚，這些紀錄顯示匹茲堡大學可能為了器官摘取而改變墮胎程序，這些嬰兒已足以在子宮外存活。」然而，PolitiFact早在數月前就指出：「目前並無證據顯示（匹茲堡大學）實驗中使用的胎兒組織是『被購買的』」，這意味著國會議員之後將這些研究稱為「器官摘取」的說法並不準確。

### 對貧困者的影響
世界衛生組織的數據顯示，非法器官交易中的捐贈者主要是發展中國家的貧困人口。以印度的一項器官捐贈者研究為例，71%的捐贈者生活在貧困線以下。貧困人士（包括貧困移工）更容易成為器官盜取的受害者。這類案例中，受害者通常被描繪為年齡介於20至40歲之間、尋求工作的失業者（通常多數為男性），他們被帶到國外接受手術。
貧困人口也更有可能「自願」販賣自己的器官。捐贈者最常提到的販賣器官的主要原因之一是償還債務。例如，一些移工會將賣器官所得用來償還人口販子的費用。最貧困者通常被移植觀光客視為「最可靠的目標」，因為他們最迫切需要金錢。儘管有些器官買賣的支持者主張，這樣的交易能幫助部分人脫離貧困，因為捐贈者得到了金錢補償，但這一主張的證據備受爭議。在許多情況下，為了償還債務而賣出器官的人最終無法擺脫債務，反而陷入長期的債務循環中。許多人表示，他們是在極端貧困下「別無選擇」才捐出腎臟。某些情況下，器官還是由家人之間買賣，如父母捐給子女，或成年子女捐給父母。這種現象在等候名單不太正式、且家庭無法負擔出國移植費用的國家較為常見
世界衛生組織的報告顯示，那些透過移植旅遊捐出器官的人，其健康與經濟狀況常會惡化。在伊朗（當地器官買賣合法），有58%的捐贈者表示身體健康受到負面影響；在埃及，捐贈者中多達78%出現不良健康狀況，96%的捐贈者表示他們後悔捐贈器官。這些發現幾乎在所有國家都有相似趨勢：賣器官的人整體健康狀況通常會惡化。移植手術條件不良也可能導致乙型肝炎、丙型肝炎及HIV等傳染病的傳播。捐贈者的健康問題也常因捐贈過程中的壓力與術後缺乏照護所引發的憂鬱症與其他心理疾病而進一步惡化。
貧困捐贈者的經濟狀況也與健康狀況一樣糟糕。一項針對印度捐贈者的研究發現，雖然96%的捐贈者是為了還債而出售腎臟，但其中75%仍需要進行手術後的照護，而買方卻未提供這些醫療服務。各國的捐贈者普遍表示，他們在移植手術後感到身體虛弱，導致就業機會減少，特別是對從事體力勞動的人而言。

### 執法問題
儘管全球已有許多關於器官交易的法規，執法人員往往無法有效地執行這些法令。執行上的一大障礙是醫療機構與執法單位之間缺乏溝通。由於醫療保密規定，執法人員常無法取得與非法器官移植有關的個人資訊。若無法調閱病歷和醫療紀錄，就無法建立有力的案件證據，導致器官買賣法難以有效執行。
許多批評者指出，為了有效禁止非法器官交易，司法機構必須與醫療單位合作，以加強對相關法規的理解與執行。他們也建議採取其他司法行動來達成此目標，例如：地方立法機構應將器官販運列為優先處理議題、跨國案件應採跨領域合作，以及加強警方處理器官販運犯罪的培訓。

### 媒體描述
過去幾十年來，非法器官買賣與器官販運的議題在大眾媒體中屢次出現。許多報導，例如楊·布倫文在1993年出版的《嬰兒列車》（英語：The Baby Train）一書中，就變化出都市傳說的版本——某人醒來發現自己躺在飯店的浴缸中，一顆腎臟已被摘除。
1977，羅賓·科克所著的小說《昏迷》（Coma），該小說後來由麥可·克萊頓改編成電影，講述毫不知情的病患被故意置入昏迷狀態，以便摘除器官。除了書籍和電影之外，這些器官販運的故事也經常透過電視、八卦雜誌、電子郵件與網路流傳。
然而，許多媒體所描述的器官販運案例含有未經證實的主張。例如，1993年英國與加拿大的電視節目《人體零件生意》（英語：The Body Parts Business）提出多項關於器官販運的指控，後來被證實多數為虛假。該節目調查了瓜地馬拉、宏都拉斯、阿根廷與俄羅斯的器官與組織販運事件，其中一集提到一名叫佩德羅·雷吉（英語：Pedro Reggi）的男子，聲稱他在精神病院住院期間被強行摘除角膜。然而，雷吉之後否認這項說法，表示自己的角膜完好無損，只是當時罹患急性眼部感染。
像是席爾克·邁耶（英語：Silke Meyer）等批評者認為，這種充滿聳動色彩、基於都市傳說的器官販運報導，反而轉移了社會對非法器官交易的關注。他們呼籲加強對非法器官貿易的科學研究，讓器官販運的真實情況能以科學實證取代神話。邁耶主張：「只有當問題(器官販運)被科學研究嚴肅看待，各國政府才會真正重視，研究結果也才能成為政策制定的堅實基礎。」

### 解決方案建議
全球已有各種方案被提出，目的是要抑制非法器官的流通。其中最主要的策略是增加合法器官捐贈的供應量，藉此減少對黑市器官的需求。其中一種方式是讓各國推動「推定同意」（英語：presumed consent）政策。
所謂「推定同意法」（又稱「選擇退出制度（英語：opt out）」），指的是在未事先表明反對的情況下，個人在死亡後將被視為同意捐贈器官。這與「選擇加入制度」（英語：opt-in）相反，後者是預設個人不願捐贈，除非事先明確表達意願。目前已有數個國家實施推定同意政策，包括巴西、美國部分州、以及數個歐洲國家。研究顯示，實施推定同意制度的國家，其可用器官數量平均增加25%至30%。
另一項提案是制定法律，要求醫師在懷疑器官販運時須通報。人類學家雪普·休斯（英語：Nancy Scheper-Hughes）曾廣泛撰寫關於醫師明知所涉器官非法，卻仍進行移植手術的問題。她主張，即使通報可能違反醫病保密原則，醫師保障病患人權的法律責任，應高於保密義務。如果法律強制要求問責，醫師若明知而仍參與黑市器官手術，將被視為共犯。
另有提案建議，為移民建立個人健康紀錄系統，以記錄曾被摘除的器官與曾接受的手術的資訊。已有部分計畫著手建立此類健康紀錄資料庫。偵測已失去的器官與相關手術記錄，是揭發非法器官摘除的第一步。
在美國，許多人主張應仿照伊朗的器官交易管制制度，以減緩國內腎臟短缺。他們認為，美國可以制定類似政策來促進問責機制、確保手術安全、設立捐贈者登記系統，並為捐贈者提供終身照護。他們也主張，私人保險公司與聯邦政府應投資於提供此類照護，且相關法律應明文規定，任何捐贈協議中都必須包含長期照護條款。

## 倫理爭議
器官買賣的倫理爭議核心在於：人是否具有出售自身器官的固有權利；若有，這項權利是否會被器官買賣可能帶來的傷害所抵消。在多數民主國家中，對個人身體的處置權是一項隱含的倫理權利。在美國，這項權利由施洛恩多夫案確立，班傑明·內森·卡多索大法官於法院意見書中寫道：
每一位成年且心智健全的人，都有權決定對自己身體進行何種處置。
然而，這項自主權在器官買賣議題中受到限制，因為各國政府與部分倫理學者主張，器官買賣可能帶來的社會傷害遠超過個人權利的界限。與器官買賣在法律上最接近的可比案例，是基於經濟利益進行的性交易。目前有32個國家合法化了賣淫，但沒有任何一國允許合法販售器官。對賣淫合法化的看法通常是「必要之惡」，前提是性工作者的基本人權（如言論自由、遷徙與工作權、移民、健保與居住權）不被剝奪。類似地，許多人也主張，只要捐贈者的權利受到尊重，且整個交易受到嚴格規範，那麼器官交易在倫理上就具有其正當性。
器官交易也對醫療工作者帶來倫理與法律上的挑戰，特別是在治療接受非法移植器官的病患時。目前幾乎沒有任何明確指引說明：當病人透過非法手段取得器官時，醫患關係應如何調整。更進一步說，若器官買賣合法化，醫師是否有義務尊重病人出售器官的意願，也將成為倫理爭議焦點。
在美國，是否將個人器官捐贈意願視為具有法律效力，也是極具爭議的議題。美國處理器官捐贈的主要法律為《統一解剖贈與法》（UAGA），但它普遍被認為效力有限，因為各州對這部法律的執行與規範標準不一，尤其在處理遺體捐贈方面更為混亂。此外，美國器官捐贈仍面臨嚴重短缺問題。為了避免訴訟，醫療提供者往往違反UAGA的規定，轉而聽從死者的直系親屬意見，無視已故病患生前的器官捐贈意願。因此，若未來器官交易合法化，社會必須重新審視：醫師是否有義務執行出於經濟動機的器官移植手術，這在倫理上是否站得住腳。

## 合法化的論點

### 增加器官供應
支持器官交易合法化的主要理由是：它能增加可供移植的器官數量。 儘管各國政府已推動多項措施來提升器官捐贈率——如提升公眾意識、推行默認同意（英語：Presumed Consent）政策、重新定義腦死為合法死亡等——但等待器官移植的名單仍持續增加。此外，與活體捐贈相比，屍體器官移植的臨床效果較差。若合法允許器官買賣，有望鼓勵更多人捐出器官。市場上的每一筆器官交易，都有可能挽救一條生命，甚至大幅提升受贈者的生活品質。舉例而言，腎臟病患者若接受來自活體捐贈者的腎臟移植，其壽命平均比依賴洗腎治療者長7至15年。
經濟學家普遍傾向支持器官市場合法化。根據美國經濟學會（英語：American Economic Association）會員的調查，70%支持合法化器官交易，僅16%反對。 另一項文獻回顧調查了72位研究器官買賣的經濟學者，結果也類似：68%支持器官買賣合法化，21%反對。

### 對捐贈者的負面影響極低
支持者還認為，器官交易應合法，因為對捐贈者而言手術相對安全。短期風險低——例如腎臟捐贈手術的死亡率僅為0.03%， 與某些選擇性整形手術（如抽脂）相近。此外，他們指出長期風險也相對較小。2018年的一項系統性回顧發現，腎臟捐贈者的壽命並不比未捐贈者短。 雖然捐贈者罹患慢性腎臟病與妊娠子癲前症的風險略高，但糖尿病、心臟病、高血壓與精神疾病的風險則無明顯差異。來自美國與日本的多項研究顯示，捐贈者的生活品質甚至高於一般非捐贈者。基於捐贈腎臟風險較低的事實，支持者主張應允許個人以金錢為報酬來進行此手術。
批評者則認為這種對器官移植的觀點過於樂觀。他們引用研究指出，出售器官者術後狀況通常比無償捐贈者差。腎臟販售者更常在手術後出現腎功能問題（如高血壓與慢性腎病）、整體健康下降，甚至出現憂鬱等心理副作用。反對者認為，這些結果是因為大多數器官販售者來自貧窮群體；若器官買賣合法化，大多數賣家仍將來自貧民階層，因此仍會面臨同樣的風險與困境。
支持合法化的一方則反駁說，這些不良結果其實是因為現今的器官販售大多發生於缺乏監管、術後照護與法律保護的黑市環境；若改為設立受監管的合法市場，且於發達國家中實施，器官販售者的術後結果將可比擬於無償捐贈者。

### 尊重自主權
許多支持器官買賣合法化的人士從「個人自主權」的角度出發主張：個人通常擁有買賣自己財產與勞力的自由。支持器官市場的人認為，同樣地，人們也應該擁有買賣自己器官的自由。從這種觀點看來，禁止器官販售是對個人自由的一種父權式或道德主義的干涉。支持者承認，與出售一輛汽車這類物品不同，出售腎臟確實存在一些健康風險。然而，他們指出，人們也可以選擇從事高風險工作（如伐木、從軍或代孕），這些職業也伴隨明顯的身體風險。如果社會允許人們為了金錢報酬而承擔這些職業風險，那麼人們也應該被允許承擔出售腎臟的風險。

### 減少傷害
另有一些醫師與哲學家則從「傷害減少」的角度主張器官買賣合法化。他們指出，器官販售的禁令迫使賣家與買家轉向地下黑市交易，遠離法律監管。犯罪中間人經常會抽走大筆中介費，使得器官捐贈者實際獲得的報酬微乎其微。由於正規醫療體系無法合法參與這類移植手術，這些手術往往在不合格的設施中進行，缺乏標準化流程與最佳醫療實踐。術後，捐贈者通常因擔心犯罪行為曝光而不敢尋求必要的術後醫療照護。此外，也有報導指出，部分犯罪集團甚至綁架受害者並非法摘除器官以供販售。支持合法化的人士主張，透過設立合法且受監管的器官市場，將能同時改善捐贈者與接受者的醫療品質，並讓捐贈者獲得更合理的報酬。
不過，一些批評者質疑合法化是否真的能消除黑市及其弊病。例如，有學者指出：伊朗在器官買賣合法化後，黑市交易並未完全消失。  相反地，部分人為了獲得條件更好（例如更年輕或更健康）的器官，仍選擇繞過政府認證系統，進行私下交易。

## 反對合法化的論點

### 容易受到脅迫
反對者主張器官販售應該保持禁止，因為任何市場解決方案將會剝削貧困人士。具體來說，他們擔心，對捐贈器官提供大量金錢誘因，會對極端貧困的人造成無法抗拒的誘惑：這些人可能會感到自己別無選擇，只能同意出售腎臟。在這種情況下，出售的決定不能算作真正的自願選擇。因此，政府有責任保護貧困人群，禁止器官買賣。
反對者認為，支持者誇大了市場對器官供應的影響。並指出，市場的合法化會將「利他性捐贈」（英語：altruistic donations）擠出市場。換句話說，本來會捐贈器官給親戚的人，可能會選擇不再捐贈，而是選擇購買器官（或依賴政府為親戚購買器官）。市場支持者則反駁說，儘管器官買賣合法化後，利他性捐贈可能會略微減少，但這一減少將會被大量進入市場的器官所彌補。
一些人權團體反對器官交易合法化。其中，由醫療人類學家南希·謝珀-休斯創立的器官觀察組織（英語：Organs Watch)，在揭露非法國際器官銷售團夥方面發揮了重要作用。 南希·謝珀-休斯聞名於她曾調查來自發展中國家的人因強迫或被騙而被摘器官的事件，導致相關人士被逮捕。與世界衛生組織一樣，器官觀察組織保護與幫助被迫參與非法器官交易的貧困人士。

### 器官販售的直接危害
一些市場反對者採取了父權式立場，主張禁止器官販售，理由是政府有責任防止公民遭受傷害。與上述「貧困脅迫」的論點不同，這些批評者不一定質疑捐贈者的同意有效性。他們認為，捐贈器官的風險過大，不應該允許個人以金錢交換這些風險。如前所述，反對者指出，賣腎者的健康狀況通常遠差於利他捐贈者，即使在監管市場中，也不能忽視腎臟摘除手術本身是侵入性手術，必然會對患者造成一些傷害。這些批評者認為，政府有責任防止這些傷害，即使潛在的賣家願意承擔這些風險。
另一個類似的論點是，出售腎臟涉及失去一個獨特且無法替代的器官。由於社會對身體完整性賦予特別價值，因此有必要禁止器官買賣，以保護這一價值。

### 物化問題
對合法化器官販售的另一個批評是，它會物化人類。這個論點通常基於康德的觀點，即每個人都是具有內在尊嚴的生物，應該始終被視為目標，而非僅僅是手段。器官市場會將人體的部位轉化為商品，可以被買賣。批評者認為，允許這樣的交易會使賣方成為一個商業對象——僅僅是手段而已。對重要器官設定金錢價值，等同於對其擁有者設定價值，將人類標價，這樣的做法違背了人類的內在尊嚴。
支持器官販售的人士則主張，這種觀點混淆了腎臟與整個人的區別；只要交易是在最小化風險並公平補償捐贈者的情況下進行，捐贈者並未被當作手段，而是仍然保有尊嚴。

### 賣器官的壓力
反對器官市場的另一個論點是，合法化器官買賣會造成對所有人（即使是那些不直接參與市場的人）施加賣器官的壓力。在目前禁止器官買賣的情況下，發達國家的債務人和家庭主要負責人很少會面臨賣器官的壓力。如果一個人的債權人或家庭成員建議其賣腎來籌集資金，他們可以以法律禁止為理由拒絕。然而，如果器官買賣合法化，窮困人士可能會面臨來自家庭或債主的壓力，要求其出售腎臟，如果拒絕可能會遭到社會譴責或愧疚。合法化器官買賣會對所有貧困人士施加這種不必要的壓力（以及隨之而來的社會不滿），無論他們是否希望賣腎。因此，應該在法律上禁止器官買賣，以保護貧困人群免受這種壓力。

## 器官交易合法化模型

### 艾琳·哈里斯模型
倫理學家查爾斯·A。 艾琳（英語：Charles A. Erin）和約翰·哈里斯提出了一個監管更為嚴格的器官交易規範模型，目前全球唯一器官交易合法的伊朗使用此模型。在這個方案中，欲出售器官的人並不直接與接受者簽訂契約。相反，政府機構將成為器官唯一買家，按照法律規定的標準價格購買器官，然後將其分配給其公民。這一保障措施旨在防止不道德的買家利用潛在的捐贈者，並確保器官供應增加的利益不僅限於富人。此外，市場的參與者將僅限於市場所在國家的公民，以防止器官從發展中國家單方面流入發達國家。艾琳和哈里斯的模型得到了許多器官市場倡導者的支持。

### 自由市場模型
器官合法化支持者認為，實行自由市場體系可以應對驅動非法器官貿易的器官短缺問題。器官貿易的非法地位為器官設置了零美元的價格上限，即只能捐贈。這一價格上限影響供需關係，造成器官短缺與需求增長之間的矛盾。 根據美國自由主義智庫卡託研究所的報告，消除價格上限將解決器官短缺問題。在《經濟學視角》期刊中，諾貝爾獎得主蓋瑞·貝克和胡裡奧·埃利亞斯（英語：Julio Elias）估算，一筆31,700美元的補償金將能為所有在等待名單上的人提供足夠的腎臟。 政府可以支付這筆補償金來確保公平。這樣的做法將節省公共資金，因為腎衰竭病人的洗腎的費用遠比腎臟移植要高。
然而，其他批評者認為，器官交易的自由市場體系會促使為了金錢利益而進行謀殺或忽視病人而偷竊器官的行為。自由市場倡導者反駁說，為了金錢謀殺已經存在；對此類行為的制裁也已經存在，以減少其發生；在合法的器官貿易中，適當的監管和執法可以將這些事件的發生降到最低。

### 其他模型
激勵性腎臟捐贈模型（IKDM ,incentivized Kidney Donation Model ）是一種介於完全自由市場模型和艾琳·哈里斯模型之間的模式，強調政府的規範並對捐贈提供獎勳，同時引入自由市場的捐贈方式。目前這一模型在土耳其、伊朗等國家實行，在這些國家，器官市場是自由的，捐贈者和接受者之間的「捐贈」是被允許的。然而，政府還會提供一些激勵措施，如免費或折扣醫療保險、免除共付款/共同承擔、未來器官獲取的優先權、找工作的優先權、對工薪階層的所得稅免除以及免費或折扣公共服務等。

## 在流行文化中
- 2021年，美國死亡金屬樂隊食人屍發行了一首名為《Inhumane Harvest》（直譯：不人道的收穫）的歌曲，歌詞內容與器官摘取有關。該歌曲還發行了音樂錄影帶。
- 1994年的電子遊戲《太空騎警（英语：Policenauts）》圍繞著一個在外太空中非法販賣毒品和器官的販賣網絡，這個網絡由跨國製藥公司和腐敗的警察共同運營。
- 2006年恐怖電影《歡迎來到殺人聖地（英语：Turistas）》劇情圍繞在一群在巴西的美國遊客，他們發現自己身陷一個地下器官摘除的犯罪網絡。

## 建議的解決方案
為了增加合法可用的人類器官數量並減少全球日益增長的非法器官貿易，提出了幾個解決方案。包括巴西、美國和許多歐洲國家在內的不同國家，已經成功實施了推定同意政策。這些政策可以是推定同意（生前）或撤回同意（死後）。在撤回同意政策的類別中，器官捐贈在死後被視為默許，儘管可以通過提交文件選擇不捐贈。研究顯示，實施推定同意政策的國家，可用的器官數量增加了大約25%到30%。在推定同意政策的類別中，如美國或法國，一個人可以在生前選擇捐贈器官。在推定同意政策下，家庭有時會成功作出捐贈心臟的決定。
減少器官販賣的計劃應該有幾種運作方式。這些法律有助於增加可用器官的數量，從而減少轉向黑市的器官數量。同時，器官供應量的增加減少了移植手術的財務成本，從而減少了醫療旅遊的需求。
另一個提議的方法是採取法律，要求醫生有責任報告涉嫌器官販賣者。奇普·休斯（英語：Chiper Hughes）已經大量地撰寫了有關醫生在明知手術非法的情況下進行非法手術的問題。
許多美國人認為，採取類似於伊朗的受規範器官交易系統將有助於減少腎臟移植的短缺。他們認為美國應該採取類似的政策來確保手術安全，並為捐贈者提供終身護理。他們還認為，私人保險公司將會投資於為捐贈者提供這些護理，這將通過保護任何捐贈協議的條款來使長期護理法律變得更加有利。